# Ruská sovětská federativní socialistická republika
Ruská sovětská federativní socialistická republika, do roku 1936 Ruská socialistická federativní sovětská republika (rusky Российская Советская Федеративная Социалистическая Республика, zkratka RSFSR), byl socialistický stát, vyhlášený po Říjnové revoluci v lednu 1918, který se roku 1922 stal největší svazovou republikou Sovětského svazu.

## Historie
RSFSR byla vyhlášena na Třetím celoruském sjezdu sovětů dělnických, vojenských a rolnických zástupců, který se konal ve dnech 10.–18. ledna 1918. V této době bylo Rusko ve stavu občanské války a centrální moc, která byla přesídlena počátkem března 1918 do Moskvy, ovládala jen část ruského území.
30. prosince 1922 na zasedání 1. všesvazového sjezdu sovětů byl vyhlášen Svaz sovětských socialistických republik (SSSR). Tomuto aktu předcházely závažné diskuze o státoprávním uspořádání Ruska a konfederativních republik. Stalin navrhoval, aby Ukrajina, Bělorusko, Arménie, Ázerbájdžán a Gruzie vstoupily do Ruské federace jako autonomní republiky. Zvítězil však návrh Lenina, který prosadil vznik Sovětského svazu, přičemž Ruská svazová republika byla pouze jednou z republik SSSR. 5. prosince 1936 byla v SSSR přijata druhá ústava, kde pravomoci federace byly vymezeny taxativně, práva však zůstala svazovým republikám zachována.
19. února 1954 byl poloostrov Krym předán Ukrajinské SSR.

## Názvy
Po říjnové revoluci nový režim na třetím všeruském sjezdu sovětů v lednu 1918 ustanovil jako nový název státu Ruská sovětská republika. Nicméně již v červnu téhož roku byla přijata nová ústava (resp. "Základní zákon", Основной закон), v níž bylo za název státu ustanoveno Ruská socialistická federativní sovětská republika. Po vyhlášení Svazu sovětských socialistických republik v roce 1922 se RSFSR stala jednou ze svazových republik, které Sovětský svaz tvořily, a jako taková si název RSFSR udržela až do rozpadu Sovětského svazu v roce 1991. Jednotlivé svazové republiky vyhlásily samostatnost a RSFSR, největší zbývající útvar po Sovětském svazu, byla přejmenována na současný název Ruská federace.
Vedle toho se používaly i neoficiální názvy, kde na prvním místě je samozřejmě tradiční obecný název Rusko. V prvních letech existence nového režimu jím ale ani zdaleka nebylo ovládáno celé ruské území, stále probíhaly boje proti bělogvardějcům a krom bolševického státu existovaly na území Ruska i jiné vlády (např. Kolčakova vláda). Pro odlišení od jiných částí Ruska se pro území ovládané bolševiky používalo označení Sovětské Rusko, v dobové literatuře a tisku se lze setkat i s variantou Sovětové Rusko.
Dalším neformálním pojmenováním sovětského Ruska bylo Sovdepie. Vychází ze zkratky sovdep pro Sovět lidových poslanců (сове́т наро́дных депута́тов, sovét naródnych deputátov). Zkombinováním zkratky se slovem "utopie" vznikla Sovdepie, tedy sovětská utopie. I přes pejorativní nádech byl tento název v dobovém tisku běžné používán jako plnohodnotné synonymum pro sovětské Rusko.
Po vzniku Svazu sovětských socialistických republik pojmenování sovětské Rusko ustoupilo zkrácenému názvu nového útvaru Sovětský svaz, vedle toho zároveň zůstalo v neformálním užívání i obecné označení Rusko.

## Administrativní členění (k roku 1963)
ASSR (v závorce hlavní město): Baškirská (Ufa), Burjatská (Ulan-Ude), Čečensko-ingušská (Groznyj), Čuvašská (Čeboksary), Dagestánská (Machačkala), Jakutská (Jakutsk), Kabardsko-balkarská (Nalčik), Kalmycká (Elista), Karelská (Petrozavodsk), Komiská (Syktyvkar), Marijská (Joškar-Ola), Mordvinská (Saransk), Severoosetinská (Ordžonikidze), Tatarská (Kazaň), Tuvinská (Kyzyl), Udmurtská (Iževsk).
AO: Adygejská (v Krasnojarském kraji), Karačajsko-čerkeská (v Stavropolském kraji), Hornoaltajská (v Altajském kraji), Chakazská (v Krasnojarském kraji), Židovská (v Chabarovském kraji).
Další subjekty byly kraje, oblasti a národnostní okruhy.
Pro hospodářské účely se RSFSR dělila i na Ekonomické administrativní rajóny.
Název RSFSR byl pro svazovou republiku Rusko oficiálně používán až do zániku Sovětského svazu v roce 1991.